# Hoàng Vĩnh Nguyên
Hoàng Vĩnh Nguyên (sinh ngày 3 tháng 2 năm 2002) là một cầu thủ bóng đá người Việt Nam hiện đang thi đấu ở vị trí tiền vệ cho Thành phố Hồ Chí Minh.

## Sự nghiệp cầu thủ trẻ
Hoàng Vĩnh Nguyên ban đầu trúng tuyển lớp năng khiếu khóa 4 của Hoàng Anh Gia Lai nhưng sau đó đã được đôn lên khóa 4 của Học viện Hoàng Anh Gia Lai JMG với sự tiến bộ vượt bậc. Anh được mệnh danh là "Xuân Trường đệ nhị" vì lối đá và tầm nhìn khá giống với người đàn anh.
Năm 2020, Vĩnh Nguyên gia nhập Học viện Nutifood JMG, câu lạc bộ đối tác của Hoàng Anh Gia Lai. Anh là thành viên của Nutifood đã giành chức vô địch U-21 Quốc gia Việt Nam 2021.

## Sự nghiệp câu lạc bộ

### Long An
Năm 2022, Vĩnh Nguyên gia nhập đội bóng đang chơi tại V.League 2 là câu lạc bộ Long An theo hợp đồng cho mượn từ Nutifood.

### Thành phố Hồ Chí Minh
Đầu năm 2023, Hoàng Vĩnh Nguyên cùng 17 cầu thủ trẻ khác được Nutifood chuyển giao tới Thành phố Hồ Chí Minh theo dạng mua đứt. Anh ra sân 11 trận tại V.League 2023 đều từ băng ghế dự bị.

#### Cho mượn tại đội B Cádiz
Ngày 26 tháng 9 năm 2023, Vĩnh Nguyên được Thành phố Hồ Chí Minh cho đem đi du học tại Tây Ban Nha trong màu áo của đội B Cádiz CF theo hợp đồng cho mượn ngắn hạn. Dù bị nghi ngờ là bản hợp đồng thương mại nhưng Hoàng Vĩnh Nguyên đã chứng minh bằng 4 bàn thắng trong trận đấu tập của Cádiz B. Vĩnh Nguyên liên tục thể hiện những màn trình diễn tốt trong các buổi tập nhờ khả năng rê dắt bóng và đỡ bước một của mình, thậm chí một đồng đội của anh còn cho rằng không thể cướp bóng từ chân Vĩnh Nguyên. Hoàng Vĩnh Nguyên rời Cadiz vào giữa tháng 11 sau quãng thời gian ăn tập tại Tây Ban Nha, dù thể hiện khá tốt nhưng anh quyết định không ký hợp đồng với đội bóng mà trở về Việt Nam trong màu áo câu lạc bộ chủ quản.

## Sự nghiệp quốc tế
Vào tháng 3 năm 2023, Vĩnh Nguyên được triệu tập lần đầu tiên vào U-23 Việt Nam tham dự giải giao hữu Doha Cup 2023. Anh có 1 lần ra sân trong giải đấu với U-23 Kyrgyzstan.

## Danh hiệu
Nutifood JMG
- Giải vô địch U-21 Quốc gia: 2021